# شهید العلم
شهید العلم (انگلیسی: Shahidul Alam؛ زادهٔ ۱۹۵۵ (۶۹–۷۰ سال)) عکاسی خبری، آموزگار، فعال اجتماعی اهل بنگلادش است. او در سال ۱۹۹۸ مدرسه پاتشالا (مؤسسه آموزش فتوژورنالیسم جنوب شرق آسیا) را بنیان نهاد. مؤسسه‌ای که در دهه اول فعالیتش چهار برنده جوپ سوارت مستر کلاس را تربیت کرد. شهیدالعلم همچنین جشنواره بین‌المللی عکاسی چوبی ملا (Chobi Mela) را مدیریت می‌کند.

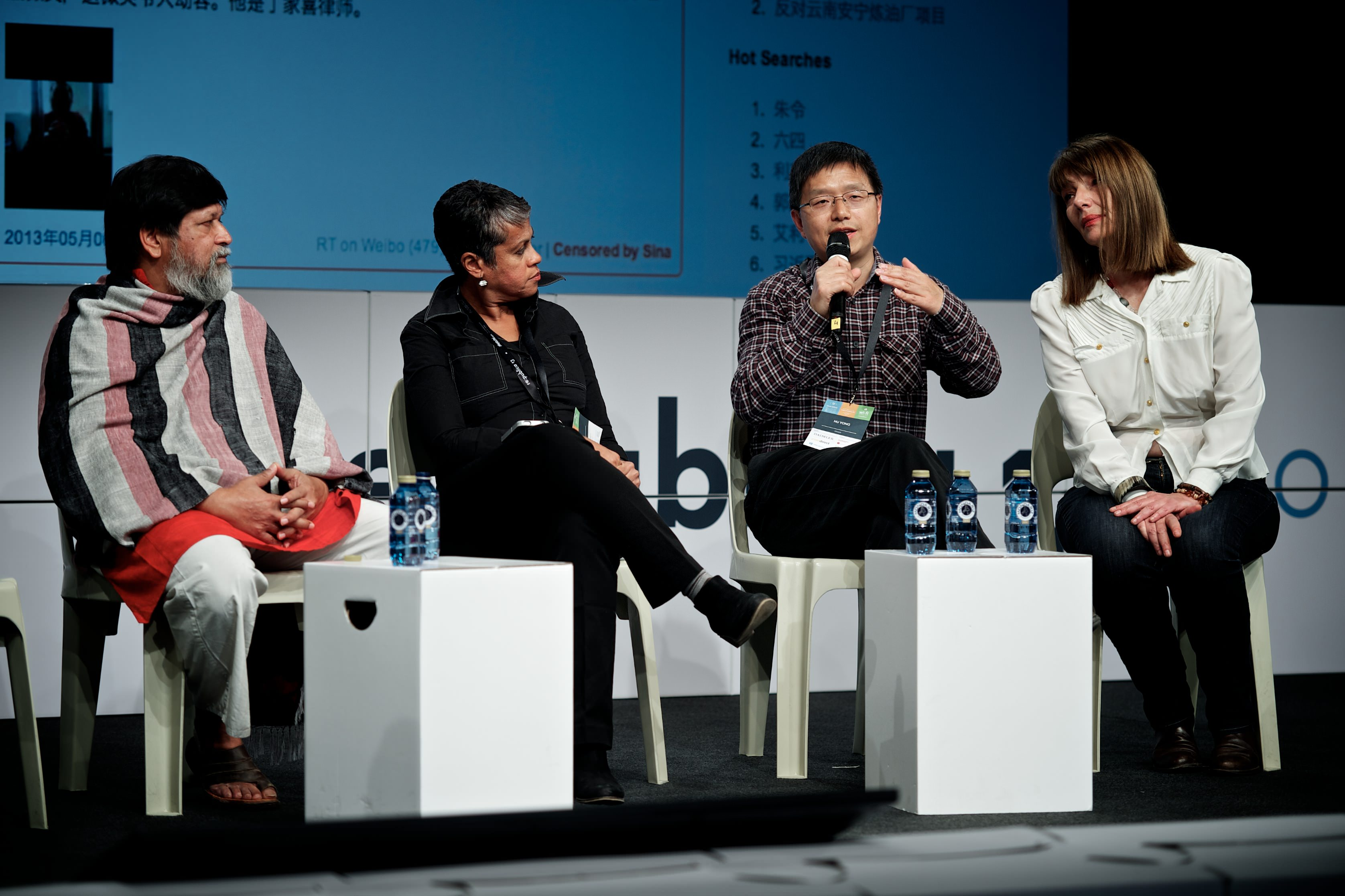
شهید العلم همراه با برندگان جایزه بهترین وبلاگ‌ها - سال ۲۰۱۳

## زندگی‌نامه
شهید العلم در سال ۱۹۵۵ در داکا در خانواده‌ای متوسط به دنیا آمد. در پانزده‌سالگی جنگ ۱۹۷۱ در بنگلادش و قتل‌عام را از نزدیک دید. در نوجوانی با جنبش‌های سیاسی آشنا شد و از آن زمان، مبارزه با تبعیض نژادی و طبقاتی دغدغهٔ اصلی‌اش شد. در لندن شیمی خواند و آنجا بود که با جنبش‌های اجتماعی آشنا شد و به جنبش کارگری پیوست و برای نشریهٔ دانشگاه مطالبی می‌نوشت. در رابطه با این دوره، خود می‌گوید:
«دستشویی می‌شستم تا خرج سفر و درس خواندنم را تأمین کنم، همین در من احترام به طبقهٔ کارگر را به وجود آورد.»
از سال ۱۹۸۰ عکاسی را آغاز کرد. به‌طور اتفاقی بلیت ارزان‌قیمتی یافت و به آمریکا رفت. در آنجا دوربین عکاسی خرید و شروع کرد به عکاسی از تنش‌های مردم معاصر. از آنجا که رشتهٔ تحصیلی‌اش شیمی بود، به مواد شیمیایی برای چاپ عکس دسترسی داشت و خود عکس‌هایش را چاپ می‌کرد. پس از چندی، به لندن بازگشت و در آن زمان دست‌کم ۸۰۰ جلد کتاب راجع به عکاسی مطالعه کرد.

شهید العلم داور بسیاری از فستیوال‌های بین‌المللی دنیا از جمله ورلد پرس فوتو (World Press Photo) بزرگترین مسابقهٔ عکس مطبوعاتی جهان بوده‌است. همچنین نخستین عکاس آسیایی است که توانسته جایزهٔ معتبر مادرجونز (Mother Jones Award) را برای عکاسی مستند به دست آورد. او در جایزهٔ عکس کاوه گلستان و جایزهٔ عکس مستند اجتماعی شید، آثار عکاسان ایرانی را داوری کرده‌است و همچنین نمایشگاهی از عکس‌های او با عنوان Crossfire در ایران در کافه مانیا به نمایش درآمده است.
او در سال ۱۳۹۵ سفری به ایران داشت و با خبرگزاری فارس مصاحبه ای انجام داد. او در پاسخ به سؤال خبرنگار مبنی بر اینکه طرحش برای پروژه عکاسی در تهران چیست گفت:
می‌خواهم راجع به پول‌دارهای تهران عکاسی کنم و سبک زندگی آنها را به تصور بکشم. در این کار سعی می‌کنم اشکالی و وجوهی از ایران که دیده نشده‌است را نشان بدهم.

## بازداشت در بنگلادش
شهیدالعلم در ۵ اوت ۲۰۱۸ چند ساعت بعد از مصاحبه‌اش با الجزیره و آپلود کردن ویدئوهایی در فیسبوک و بیان همکاری‌اش با دانشجویان معترض به کاستی‌های قوانین راهنمایی و رانندگی و همچنین محکوم کردن فساد دولت دستگیر شد. به گفته شاهدان، حدود ۳۰ لباس شخصی پس از آنکه به زور شهیدالعلم را سوار ماشین کردند، دوربین و تمامی فیلم‌ها و عکس‌هایش را با خود نیز بردند. العلم گفته‌است که در شب دستگیری‌اش، شکنجه شده و مورد بازجویی قرار گرفته‌است، و فردای آن روز برای ظاهرسازی در دادگاه لباس خونی‌اش تمیز و اتو شده تحویل وی داده شده تا هرگونه شواهدی مبنی بر ضرب وشتم پاک شده باشد. دستگیری این عکاس بنگلادشی موجی از واکنش‌ها را در شبکه‌های اجتماعی عکاسان و هنرمندان در سراسر جهان به راه انداخت.